# شانل پرایس

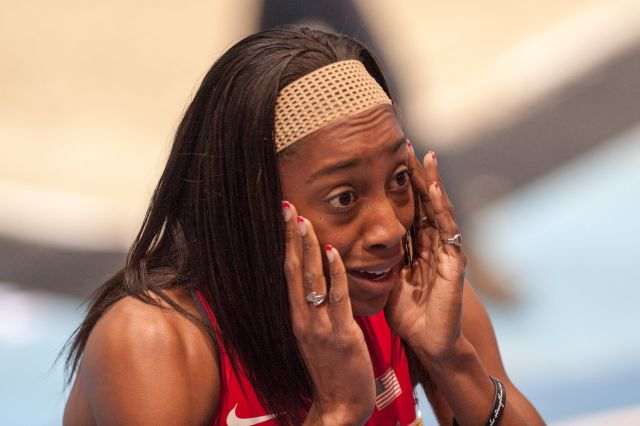
شانل پرایس در طول مسابقات قهرمانی داخل سالن جهان IAAF 2014 در سوپوت

شانل پرایس (متولد ۲۲ اوت ۱۹۹۰) یک دونده نیمه‌استقامت اهل آمریکا است که در ماده دوی ۸۰۰ متر تخصص دارد. بهترین رکورد شخصی پرایس برای نیمه‌استقامت ۱:۵۸٫۷۳ است. او برنده مدال طلای مسابقات دو و میدانی داخل سالن جهان در سال ۲۰۱۴ بود.
پرایس نماینده ایالات متحده در مسابقات قهرمانی جوانان جهان سال ۲۰۰۷ در رشته ورزشی دو و میدانی بود و نیز مدال آور مسابقات قهرمانی دو و میدانی نوجوانان پان آمریکا در سال ۲۰۰۹ و مسابقات قهرمانی زیر ۲۳ سال اتحادیه دو و میدانی آمریکای شمالی، آمریکای مرکزی و کارائیب در دو و میدانی ۲۰۱۲ بود.
در سال ۲۰۰۸، او دومین دختر دبیرستانی آمریکایی بود که توانست سریعترین زمان ممکن را برای دو ۸۰۰ متر را ثبت کند. او به همین دلیل به عنوان بهترین دختر ورزشکار سال انتخاب شد. او به دانشگاه تنسی وارد شد و با تیم دانشگاه رکوردهای جهانی امدادی مختلط نیمه‌استقامت و امدادی ۴×۸۰۰ متر را شکست. او همچنین رکورد آمریکا را برای امدادی ۴×۱۵۰۰ متر به ثبت رساند. او دو عنوان اتحادیه ورزش‌های دانشگاهی را در امدادی مختلط نیمه‌استقامت به دست آورد و در بین ۳ عنوان برتر مسابقات قهرمانی فضای باز اتحادیه ورزش‌های دانشگاهی قرار گرفت.

## زندگی شخصی

### دوران دبیرستان
او که در لیوینگستون، نیوجرسی در خانواده هری و یولاندا پرایس به دنیا آمد، در ایستون، پنسیلوانیا بزرگ شد و در دبیرستان منطقه ایستون در آنجا تحصیل کرد. در سال ۲۰۰۷، او عنوان دبیرستان‌های بین‌الملل نایک را در ۸۰۰ به دست آورد متر و سپس، در شانزده سالگی، در مسابقات دوومیدانی در فضای باز ایالات متحده آمریکا دوید و هفتم شد. در مسابقات قهرمانی جوانان جهان در سال ۲۰۰۷ او رهبر اولیه بود، اما به‌طور غیرقانونی توسط وینی چبت در دور پایانی مسدود شد و ششم شد. بهترین رکورد شخصی قابل توجه ۲:۰۱٫۶۱ دقیقه در پریفونتین کلاسیک، که دومین دختر دبیرستانی ورزشکار بود که سریعترین زمان را ثبت کرد، منجر به شرکت او در مسابقات المپیک ۲۰۰۸ ایالات متحده شد، جایی که او در مسابقات مقدماتی شرکت کرد. در نتیجه این اجراها او به عنوان دختر ورزشکار سال انتخاب شد.

### دوران دانشگاه
پرایس جایزه بورسیه ورزشی زنان وین باسلر را برای حضور در دانشگاه تنسی و مطالعه روزنامه‌نگاری و رسانه‌های الکترونیکی دریافت کرد. او شروع به رقابت برای تیم‌های دو و میدانی و دو و میدانی تنسی والنتیرز کرد. او در مسابقات قهرمانی داخل سالنکنفرانس جنوب شرقی در ۸۰۰ به مقام ششم رسید متر، سپس در مسابقات قهرمانی بیرون سالن همایش جنوب شرقی مقام سوم را در این رویداد کسب کرد و بهترین‌های یک فصل را با زمان ۲:۰۳٫۳۰ دقیقه اجرا کرد. او در مسابقات قهرمانی دو و میدانی داخل سالن زنان ان‌سی‌ای‌ای در سال ۲۰۰۹ رکورد جهانی داخل سالن را برای امدادی مختلط مسافت به دست آورد و با زمان ۱۰:۵۰٫۹۸ دقیقه با فیبی رایت، بریتنی جونز و سارا بومن این عنوان را به دست آورد. رکوردهای جهانی امدادی بیشتر در پن ریلیز در ماه آوریل به ثبت رسید. پرایس، رایت و بومن دوباره با هم متحد شدند تا رکورد آمریکایی ۸:۱۷٫۹۱ دقیقه در امدادی ۴×۸۰۰ متر با کیمارا مک دونالد را به نام خود ثبت کنند و با رولاندا بل دویدند تا با ۱۷:۰۸٫۳۴ دقیقه بهترین امدادی جهان ۴×۱۵۰۰ متر را کسب کنند. تیم سابق همچنین عنوان امدادی مختلط مسافت را در این دیدار به دست آورد. در مسابقات دو و میدانی قهرمانی زنان در فضای باز اتحادیه ورزش دانشگاهی او در ۸۰۰ یازدهم شد. متر او عنوان قهرمانی نوجوانان (زیر ۲۰ سال) آمریکا را به دست آورد و پس از رزماری آلمانزا از کوبا در مسابقات قهرمانی دو و میدانی نوجوانان پان آمریکا در سال ۲۰۰۹ مدال نقره گرفت.